# Arapoema
Arapoema é um município do interior do estado do Tocantins, região Norte do Brasil, localizado na região geográfica intermediária de Araguaína e na região imediata de Araguaína, a uma distância de 371 km da capital, Palmas.
Segundo o Censo 2022, a população é constituída de 5 550 pessoas, sendo o 53º município mais populoso do estado e o 4 092º do Brasil.
O principal setor econômico do município é o industrial. O PIB em 2021 foi de R$ 324 523 mil.

## História

### Garimpo de cristal
A origem de Arapoema remonta ao ano de 1956, quando uma grande jazida de cristal de rocha foi descoberta às margens do rio Jenipapo. Nessa época, a extração do minério nos garimpos de Xambioá, existentes na região, estavam em declínio.
A descoberta aconteceu quando o agrimensor Wilson Osmundo Neves e seus auxiliares, Rochina, Mesquita e Pista, trabalhavam na marcação de divisões de fazendas. No mesmo período, também foram encontradas outras minas na região, a mais famosa delas sendo o garimpo do Rebojo, que atraiu centenas de pessoas.
Os fundadores do povoado foram um grupo de garimpeiros, notadamente Antônio Delfino Guimarães, Longuinho Vieira, Antônio Dias Carneiro, Messias Costa, Anísio Costa, o Sargento Assilon Soares Lima, Juarez Monteiro, Luiz Curvina, Nilo Alves da Silva, Virgiliano Belas Lima e Luiz Pompeu de Pina. O lugar foi denominado Arapoema por sugestão de um garimpeiro chamado Jurandir, consistindo na junção de partes das palavras Araguaia (o nome do rio) e poema, resultando no nome que significaria "poema do Araguaia".

### Elevação a distrito e emancipação
A maior parte da produção de cristal extraída na época era levada para o Rio de Janeiro e exportada para os Estados Unidos. Com o crescimento populacional, povoado, então pertencente ao município de Araguacema, foi elevado a distrito no dia 10 de maio de 1962.
A emancipação aconteceu no dia 7 de novembro de 1963, quando houve o desmembrado do município de Araguacema. A criação do município atraiu mais moradores, que migraram da região, a maioria de Xambioá, e de outros estados, principalmente do Maranhão, Pará e Piauí.
No dia 23 de janeiro de 1977 foi criada a Paróquia de Santa Terezinha do Menino Jesus, por Dom Cornélio Chizzini. Na ocasião, o padre Nilson Vieira da Silva foi empossado como 1º pároco residencial.

### Chegada do agronegócio
Em menos de um ano após a emancipação, a população começou a declinar. Isso se deu principalmente pela expansão da atividade agrícola para a região, ocasionando na substituição da base econômica da mineração para o agronegócio. O município chegou a receber, no final da década de 1960 e início dos anos 1970, a Colônia Agrícola Bernardo Sayão, que possuía cerca de 600 famílias.
O projeto do assentamento, todavia, fracassou por falta de apoio técnico e investimentos. Logo após receberem seus títulos definitivos, as famílias passaram a vender suas terras, que logo foram integradas às grandes fazendas. Esse processo foi intensificado até o início da década de 1980, quando, a partir de então, pouco mais de 36 famílias restaram morando no local. Os remanescentes constituíram uma associação de pequenos produtores chamada Perobão.
Com a substituição das pequenas lavouras e dos pequenos criadores por grandes propriedades, algumas com áreas superiores e mil hectares, o município perdeu população. Além disso, também ocorreu uma uma substancial redução da produção de alimentos.

### Reorganização do território
Em 1991, Arapoema perdeu parte do seu território com a emancipação do distrito de Pau d'Arco. O mesmo aconteceu em 1994, com a criação do município de Bandeirantes do Tocantins.
Uma invasão a uma propriedade rural em 1995 resultou na criação do projeto de assentamento Cristo Rei pelo INCRA, no dia 29 de outubro de 1999, após a desapropriação da fazenda. O assentamento, que em 2025 encontrava-se em fase de estruturação, possui 25 famílias e ocupa uma área de 1 007 hectares.
Outro assentamento, o Mutamba, foi criado em 6 de agosto de 2013. O projeto possui 23 famílias, em uma área de 995 hectares, e também está em fase de estruturação.

## Geografia

### Localização
Arapoema é um município do interior do estado do Tocantins, região Norte do Brasil, com sede localizada nas coordenadas 7° 39' 09" S 49° 04' 32" O, na região geográfica intermediária de Araguaína e na região imediata de Araguaína.
Na divisão de planejamento do estado, situa-se na região Meio Norte, macrorregião Norte, a uma distância de 371 km da capital, Palmas. Limita-se com os municípios tocantinenses de Pau d'Arco, Bernardo Sayão e Bandeirantes do Tocantins, bem como com o estado do Pará a oeste. O bioma predominante é o amazônico.

### Território
O território de Arapoema ocupa uma área de 1 558 km², com 1,74 km² urbanizados. É o 64º maior município do Tocantins e o 955º maior do país em extensão territorial. A sede fica a uma altitude de 221 metros.

### População
A população de Arapoema é de 5 550 pessoas, segundo o o Censo 2022, o que posiciona o município como o 53º mais populoso do estado e o 4 092º mais populoso do Brasil. A estimativa populacional para 2024 foi de 5 553 pessoas.
A densidade demográfica em 2022 ano foi calculada em 3,56 habitantes por quilômetro quadrado, o que faz com que o município seja o 69º mais povoado do Tocantins e o 5 113º do Brasil.

## Estrutura administrativa
A estrutura administrativa de Arapoema, assim como a dos demais municípios brasileiros, é definida pela Constituição de 1988, composta pelo Poder Executivo, chefiado pelo prefeito; e pelo Poder Legislativo, exercido pela Câmara Municipal, sob por vereadores. Todos os representantes são eleitos pelo povo para mandato de quatro anos, mediante pleito direto e simultâneo realizado em todo o país.

### Poder Executivo
O Poder Executivo é responsável pela administração direta do município, implementação de políticas públicas, execução do orçamento e prestação de serviços essenciais à comunidade. Essas competências são exercidas desde 1 de janeiro de 2021 pelo prefeito Paulo Antônio Pereira, popularmente conhecido como Paulo da Barra Bonita, do partido Republicanos, eleito em 2020 e reeleito em 2024 para administrar o município até 31 de dezembro de 2028. O vice-prefeito é Jesus dos Santos Gonçalves, conhecido como Irmão do Hotel, do MDB.

### Poder Legislativo
O Poder Legislativo tem a função de elaborar leis municipais, fiscalizar as ações do Executivo, aprovar o orçamento e representar os interesses da sociedade. Em Arapoema, as responsabilidades são delegadas a nove vereadores, sob a presidência de Reinaldo Fernandes da Silva (Gordinho do Açougue), do UNIÃO, desde o dia 1 de janeiro de 2025, com fim do mandato previsto para 31 de dezembro de 2026.

## Economia
O principal setor econômico do município é o industrial. O PIB de Arapoema em 2021 foi de R$ 324 523 mil e o PIB per capita no mesmo ano foi calculado em R$ 49 244 – o 20º maior do estado e o 984º maior do Brasil.
Em 2022, o salário médio mensal foi de 2,0 salários mínimos e a proporção de pessoas ocupadas (766 trabalhadores) em relação à população total era de 13,8% (o 69º melhor índice no Tocantins e o 3 394º no país). Considerando domicílios com rendimentos mensais de até meio salário mínimo por pessoa, Arapoema tinha 40,5% da população nessas condições (o 115º maior do estado e o 2 674º no Brasil).
O Índice de Desenvolvimento Humano (IDH) de Arapoema é 0,680, conforme apurado em 2010 pelo Programa das Nações Unidas para o Desenvolvimento (PNUD).

### Agronegócio
Os principais produtos agrícolas do município são o milho, com produção de 1 497 toneladas em 2023, a soja (1 364 toneladas) e o abacaxi (1 059 toneladas), conforme apurado pelo IBGE. Na pecuária, destacam-se os rebanhos de bovinos, com 180 820 cabeças, aves (6 672 cabeças) e equinos (1 520 cabeças) no mesmo ano.
Em 2023 também houve produção relevante de leite de vaca (12 mil litros), de 16 mil dúzias de ovos de galinha e de 1,2 toneladas de mel de abelha.

## Educação
Em 2010, Araguanã apresentou uma taxa de escolarização de 96,9% (para pessoas de 6 a 14 de anos de idade), o que é considerado o 84º melhor desempenho entre os municípios tocantinenses e o 3 751º melhor no país.
Em 2023, os alunos dos anos iniciais do Ensino Fundamental da rede pública tiveram nota de 5,2 no Índice de Desenvolvimento da Educação Básica (Ideb) – a 41ª melhor nota entre os municípios do estado e o 3 971º melhor desempenho entre as cidades brasileiras. Para os alunos dos anos finais, a nota foi de 4,8 no mesmo indicador – a 30ª maior nota do Tocantins e o 2 567º melhor desempenho entre os municípios do Brasil.